# János Tóth
János Tóth (jr.), né le 22 août 1968, est un ancien pilote de rallye hongrois.

## Biographie
Ce pilote a débuté la compétition automobile en 1986.
Son meilleur résultat en WRC a été une place de 11e au rallye Sanremo, en 1996, avec  Ferenc Gergely pour copilote.
Son compatriote Attila Ferjáncz a quant à lui été neuf fois champion national, en 1976 (2e édition), 1977, 1978, 1979, 1980, 1981, 1982, 1985 et 1990, et son autre compatriote László Ranga l'a de son côté été six fois, en 1987, 1988, 1991, 1992, 1993 et 1994.
Sa carrière continentale s'est poursuivie jusqu'en 2011.

## Palmarès (au 31/12/2011)

### Titres
- Septuple Champion de Hongrie des rallyes: 1995, 1996, 1997, 2000, 2001, 2002 et 2005:
  - 1995, 1996 et 1997: sur Toyota Celica, avec pour copilote Ferenc Gergely, pour le Aral Colonia Rallye Team;
  - 2000, 2001, et 2002: sur Peugeot 206 WRC, avec pour copilote Imre Tóth, pour le Symphonia Rally Team (00 - 01), puis le Bomba! Rally Team (02);
  - 2005: sur Peugeot 206 WRC, avec pour copilote Bea Bahor, pour le Peugeot-Total-Pirelli Rally Team.

### 7 victoires enchampionnat d'Europe (ERC)
- Rallye national de Budapest: 1998, 1999, 2001, 2003 et 2005;
- Rallye de Semperit (Waidhofen an der Thaya): 1998;
- Rallye de Waldviertel: 2001;

### Autres victoires notables en championnat de Hongrie
- Rallye Mecsek de Hongrie: 1993 et 2003 (devenu le Rallye de Hongrie ultérieurement).